# Davis-Cup-Mannschaft von Pacific Oceania
Die Davis-Cup-Mannschaft von Pacific Oceania ist die Tennisnationalmannschaft von Pacific Oceania, dem die meisten Mitglieder der Oceania Tennis Federation (OTF) angehören. Australien, Guam (seit 2018) und Neuseeland stellen eigene Mannschaften, von 1999 bis 2001 stellte auch Fidschi eine eigene Mannschaft.

## Geschichte
1995 nahm die Mannschaft erstmals am Davis Cup teil. Das beste Ergebnis erzielte das Team im Jahr 2005, als es die zweite Runde der Gruppenzone II in der Kontinentalgruppe Asien/Ozeanien erreichen konnte. Erfolgreichster Spieler ist Brett Baudinet, der in 64 Begegnungen insgesamt 41 Spiele gewinnen konnte. Er ist damit auch Rekordteilnehmer.